# Peloribates tsengi
Peloribates tsengi är en kvalsterart som beskrevs av Wang, Wen och Chen 2003. Peloribates tsengi ingår i släktet Peloribates och familjen Haplozetidae. Inga underarter finns listade i Catalogue of Life.